# Dick van der Leeuw
Marius Adrianus Gabriël (Dick) van der Leeuw (Rotterdam, 14 december 1894 – Rotterdam, 3 december 1936) was vennoot van de firma De Erven de Wed. J. van Nelle.

## Levensloop
Van der Leeuw werd geboren in de familie Van der Leeuw, als jongste zoon van Marius Adrianus Gabriël van der Leeuw sr. (1856-1923), vennoot van Van Nelle, groothandel in koffie, thee en tabak, en Madelaine van Dam (1868-1929). Dick en zijn oudere broers Cees (Cees, 1890-1973) en Koos, 1893-1934) stonden in Rotterdam bekend als "de sierbengels" vanwege hun moderne en luxe levensstijl.
Van der Leeuw huwde op 6 december 1926 te Londen met jonkvrouw Elisabeth Josephine Marie (Betty) Meijer (1896-1973). Zij kregen gezamenlijk één dochter. Hij overleed op 41-jarige leeftijd bij een vliegtuigongeluk.

## Loopbaan
Van der Leeuw trad op 1 oktober 1914 officieel in dienst bij Van Nelle. Hij vertrok in oktober 1916 voor en stage naar Brazilië om daar te leren over koffie en tabak, en om de inkoop en verscheping naar Nederland in goede banen te leiden. In 1918 zou hij zijn werkterrein verleggen naar Nederlands-Indië. Op Java richtte hij een eigen kantoor op in Batavia van waaruit Van Nelle voortdurend en nauw contact kon onderhouden met de lokale producenten en exportfirma's. Ook had hij ideeën voor een tabaksfabriek op Java, die er echter nooit zou komen. In 1919 keerde hij terug naar Rotterdam waar hij per 1 september van dat jaar werd benoemd tot procuratiehouder. In juli 1923 werd Van der Leeuw bevorderd tot vennoot van de firma. Van der Leeuw hield zich vooral bezig met de dagelijkse leiding bij Van Nelle. Mede door zijn inspanningen maakte Van Nelle met succes gebruik van moderne middelen om naamsbekendheid te maken, zoals de reclamefilm.

## Vliegsport
Vanaf 1930 was Van der Leeuw een fervent vlieger. Hij was een prominent lid van de Rotterdamsche Aero Club. Als vliegforens vloog hij dagelijks van zijn buitenhuis in Rockanje naar de Van Nellefabriek. Hij was ook een van de organisatoren van de landing van de Graf Zeppelin op vliegveld Waalhaven in de zomer van 1932. Van 24 november 1932 tot 24 januari maakte Dick en Betty van der Leeuw een vliegreis naar Mombassa en terug in een De Havilland DH.80 Puss Moth. De pers deed destijds uitgebreid verslag van deze reis en van de terugkeer van het echtpaar. Dicks broer, de bekende theosoof Koos van der Leeuw, die ook vlieger was maar minder ervaren, zou op 23 augustus 1934 boven Tanganyika in een zandstorm terechtkomen en tegen een berg vliegen. Op 3 december 1936 kwam ook Dick van der Leeuw om het leven, toen hij om half vijf 's middags in een stevige mist neerstortte in de Waalhaven van Rotterdam.